# Manziat
Manziat ist eine französische Gemeinde mit 1.985 Einwohnern (Stand: 1. Januar 2022) in der Region Auvergne-Rhône-Alpes im Département Ain. Sie gehört zum Arrondissement Bourg-en-Bresse und dem Kanton Replonges. Die Einwohner werden Manziatis genannt.

## Geografie
Die Gemeinde Manziat liegt an der Loëze, etwa acht Kilometer nordnordöstlich von Mâcon im Südwesten der Landschaft Bresse.
Umgeben ist Manziat von den Nachbargemeinden Ozan im Norden, Chevroux im Nordosten, Bâgé-Dommartin im Osten und Südosten, Feillens im Süden, Vésines im Westen sowie Asnières-sur-Saône im Nordwesten.

## Bevölkerungsentwicklung
| Jahr                       | 1962 | 1968 | 1975 | 1982 | 1990 | 1999 | 2006 | 2013 | 2021 |
| Einwohner                  | 1204 | 1197 | 1201 | 1451 | 1482 | 1598 | 1827 | 1948 | 1955 |
| Quellen: Cassini und INSEE |      |      |      |      |      |      |      |      |      |

## Sehenswürdigkeiten

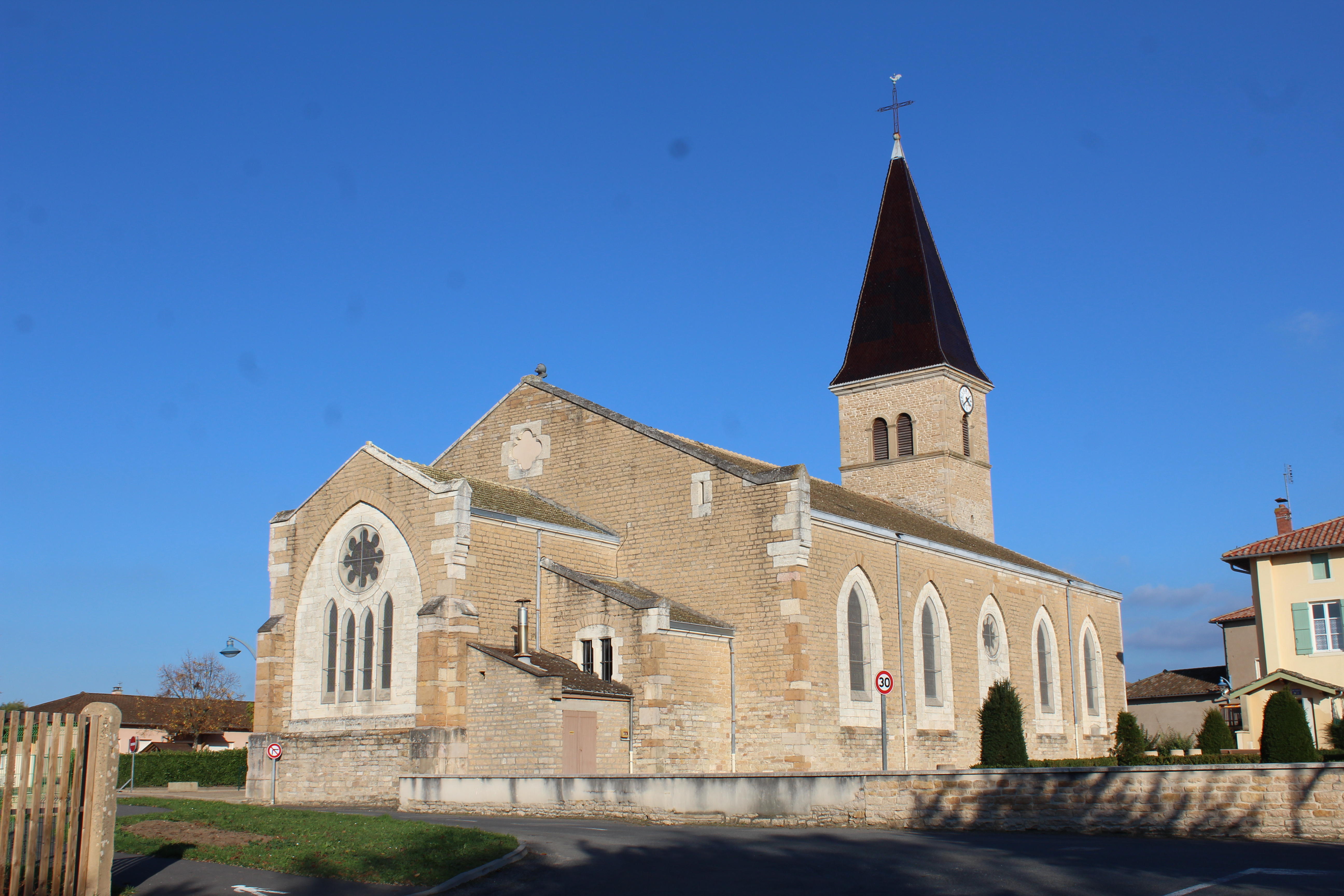
Kirche Saint-Christophe
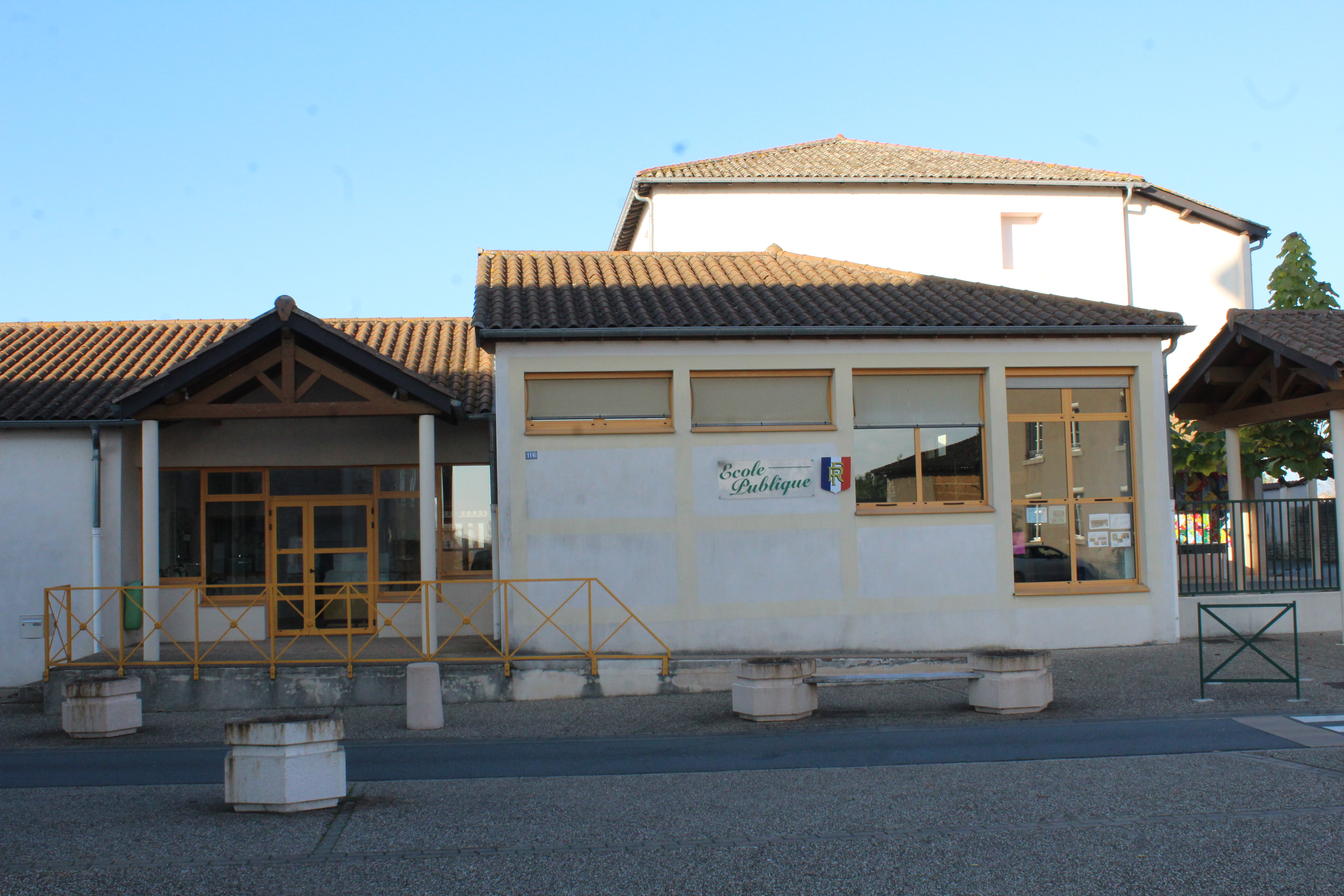
Schule
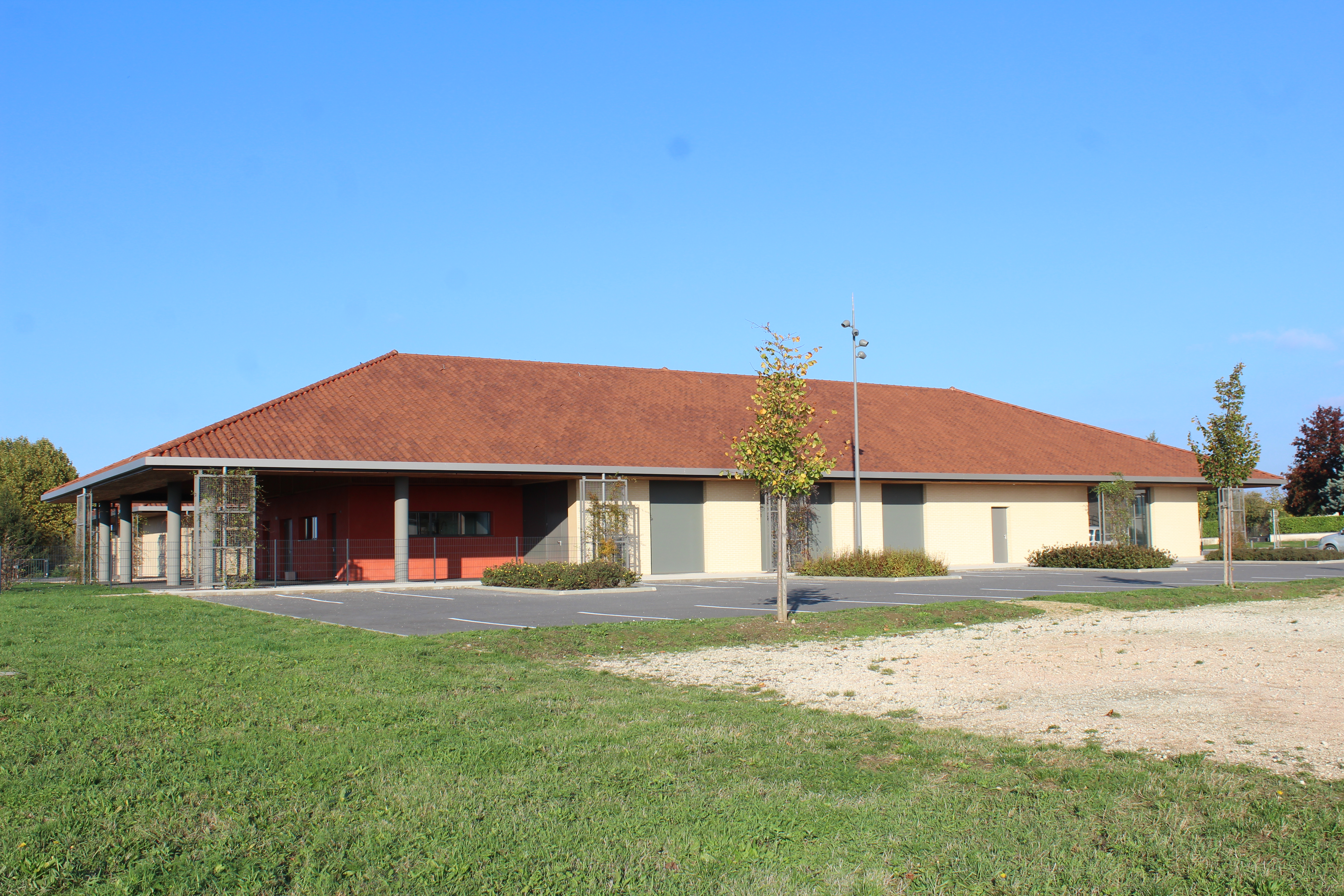
Gemeindefesthalle
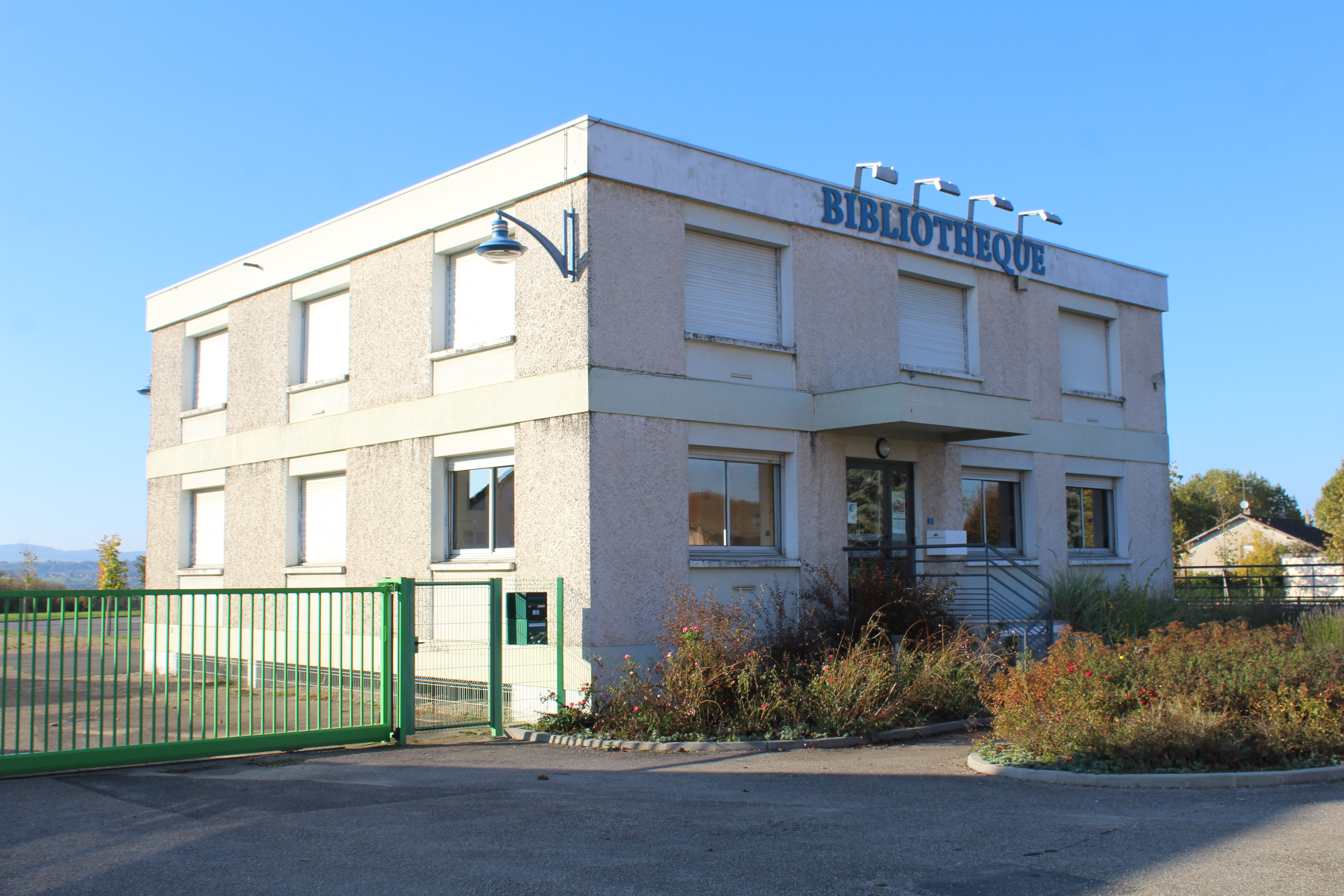
Bibliothek
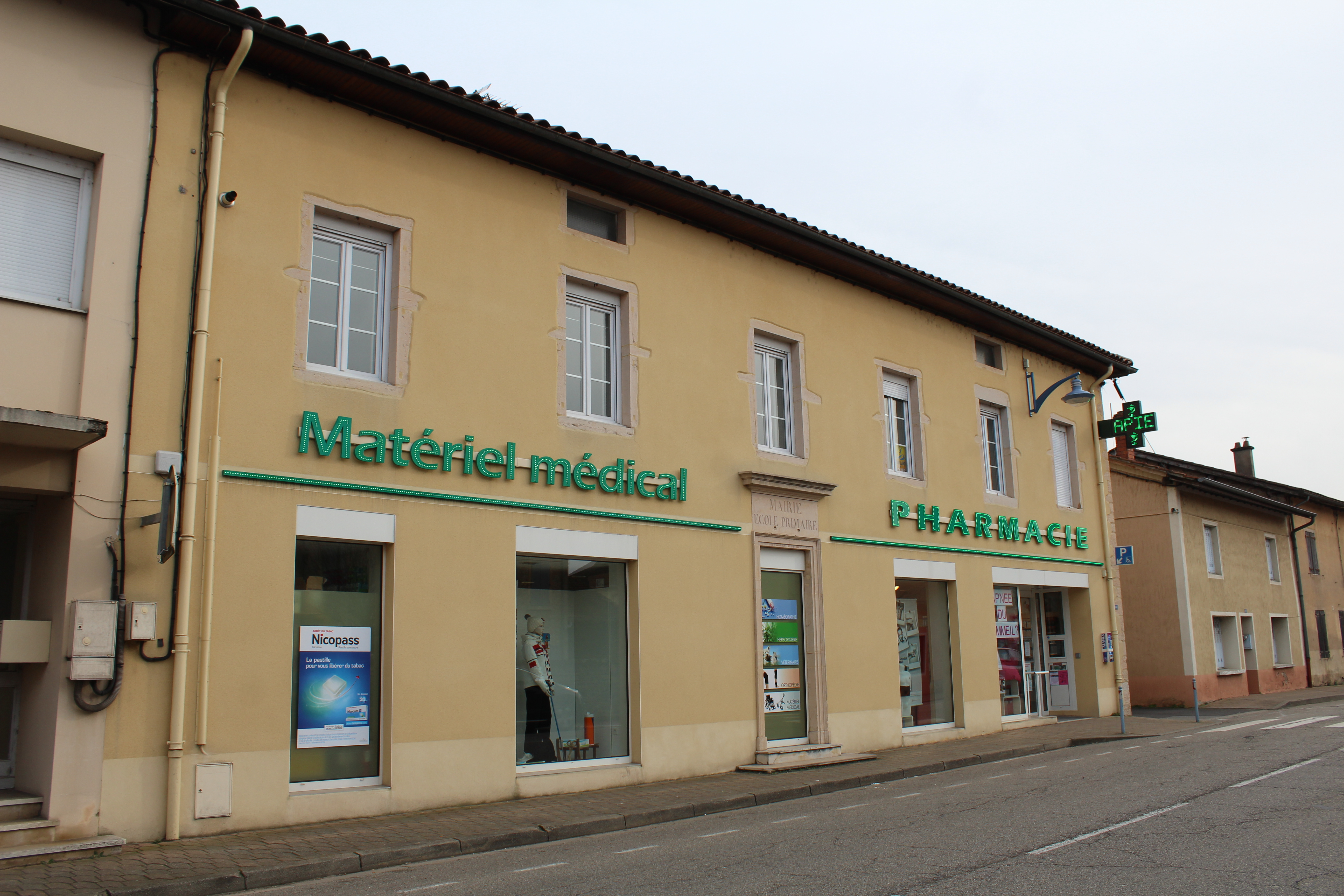
Ehemaliges Rathaus- und Schulgebäude
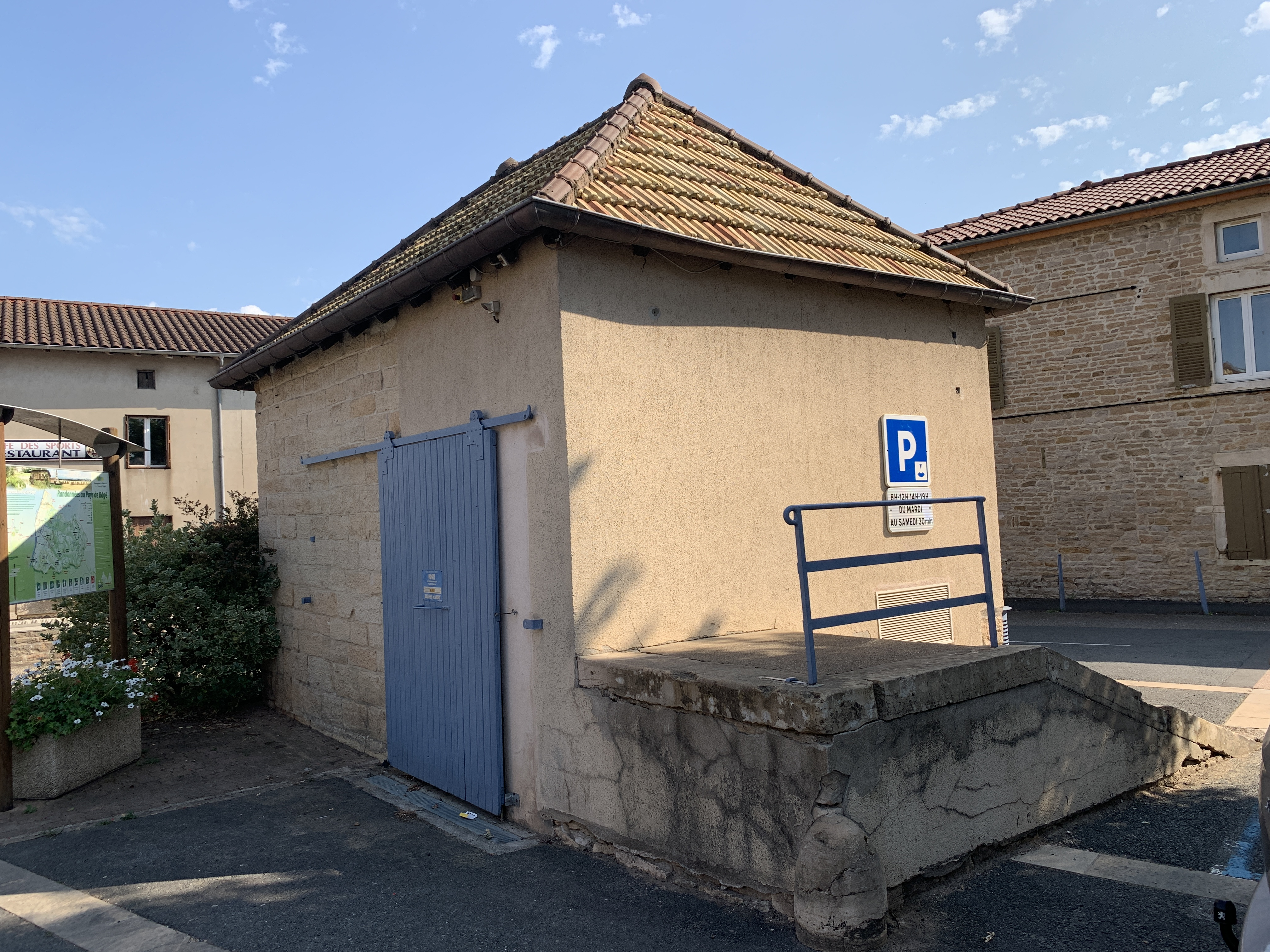
Ehemalige öffentliche Waage
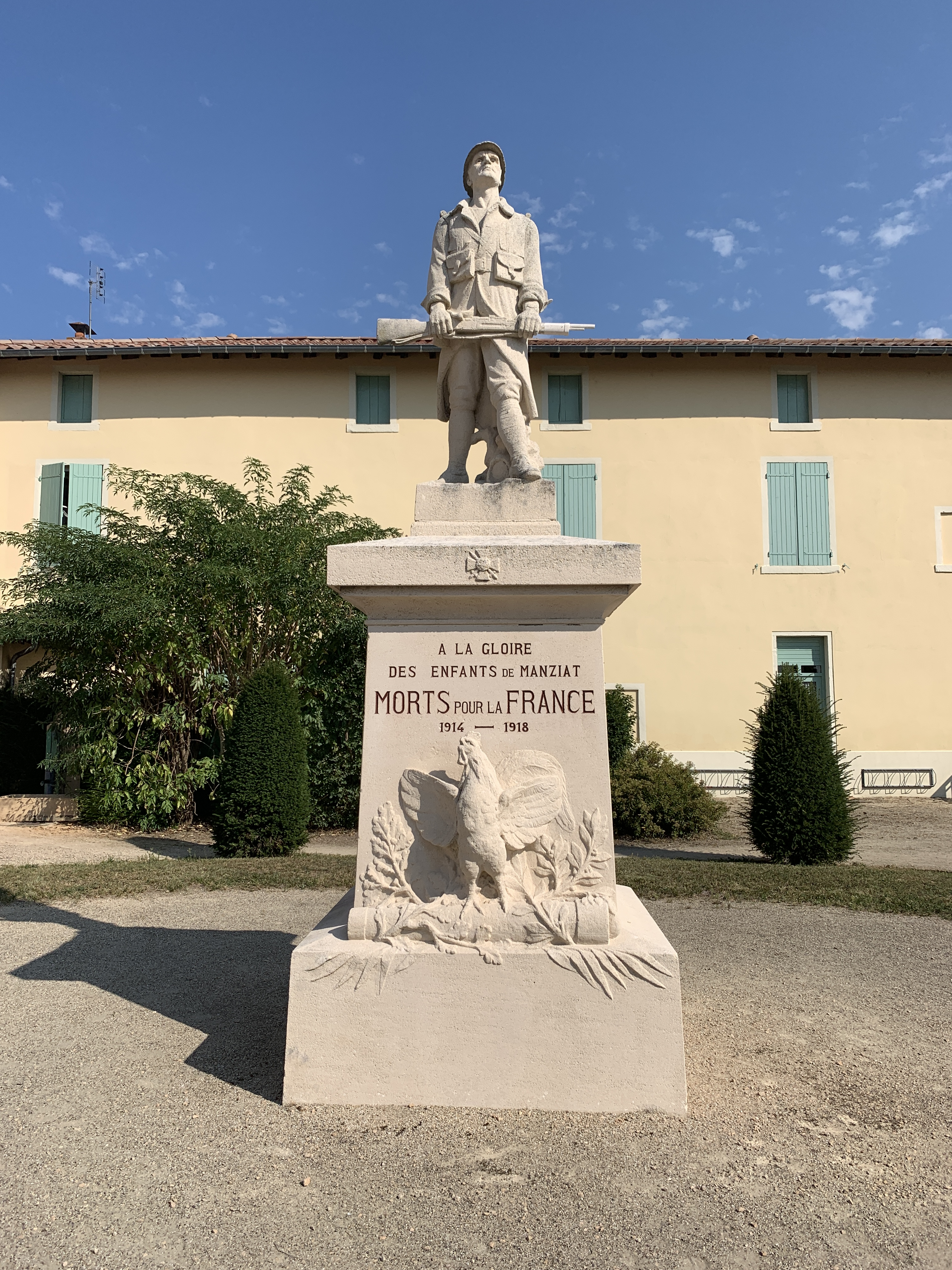
Gefallenendenkmal

- Mühle an der Loëze

- Kirche Saint-Christophe
- Schule
- Gemeindefesthalle
- Bibliothek
- Ehemaliges Rathaus- und Schulgebäude
- Ehemalige öffentliche Waage
- Gefallenendenkmal

## Gemeindepartnerschaft
Mit der deutschen Gemeinde Bad Waldsee in Baden-Württemberg besteht seit 1991 eine Partnerschaft.